# Ghiacciaio Polonia
Il ghiacciaio Polonia è un ghiacciaio pedemontano situato sull'isola di re Giorgio, nelle isole Shetland Meridionali, a nord del termine della Penisola Antartica. Il ghiacciaio, il cui fronte ha una forma semicircolare, si trova in particolare nella parte centro-orientale della costa meridionale dell'isola, dove occupa l'intera costa orientale della baia di re Giorgio, baia all'interno di cui entra, dopo che al suo flusso si è unito quello del ghiacciaio Gniezno, fluendo tra il monte Hopeful, a nord, e punta Turret, a sud.

## Storia
Il ghiacciaio Polonia è stato avvistato durante la spedizione francese in Antartide svoltasi dal 1908 al 1910 al comando di Jean-Baptiste Charcot, ed è stato così battezzato dai partecipanti a una spedizione polacca di ricerca antartica svoltasi nel 1980 in onore del proprio paese, la Polonia.